# 瓦里薩利亞納山
13°59′41″S 71°07′16″W / 13.99472°S 71.12111°W
瓦里薩利亞納山（Huarisallana），是秘魯的山峰，位於該國東南部庫斯科大區，由坎奇斯省的切卡庫佩區負責管轄，屬於安地斯山脈的一部分，海拔高度約5,000米。